# Medidor de buceo

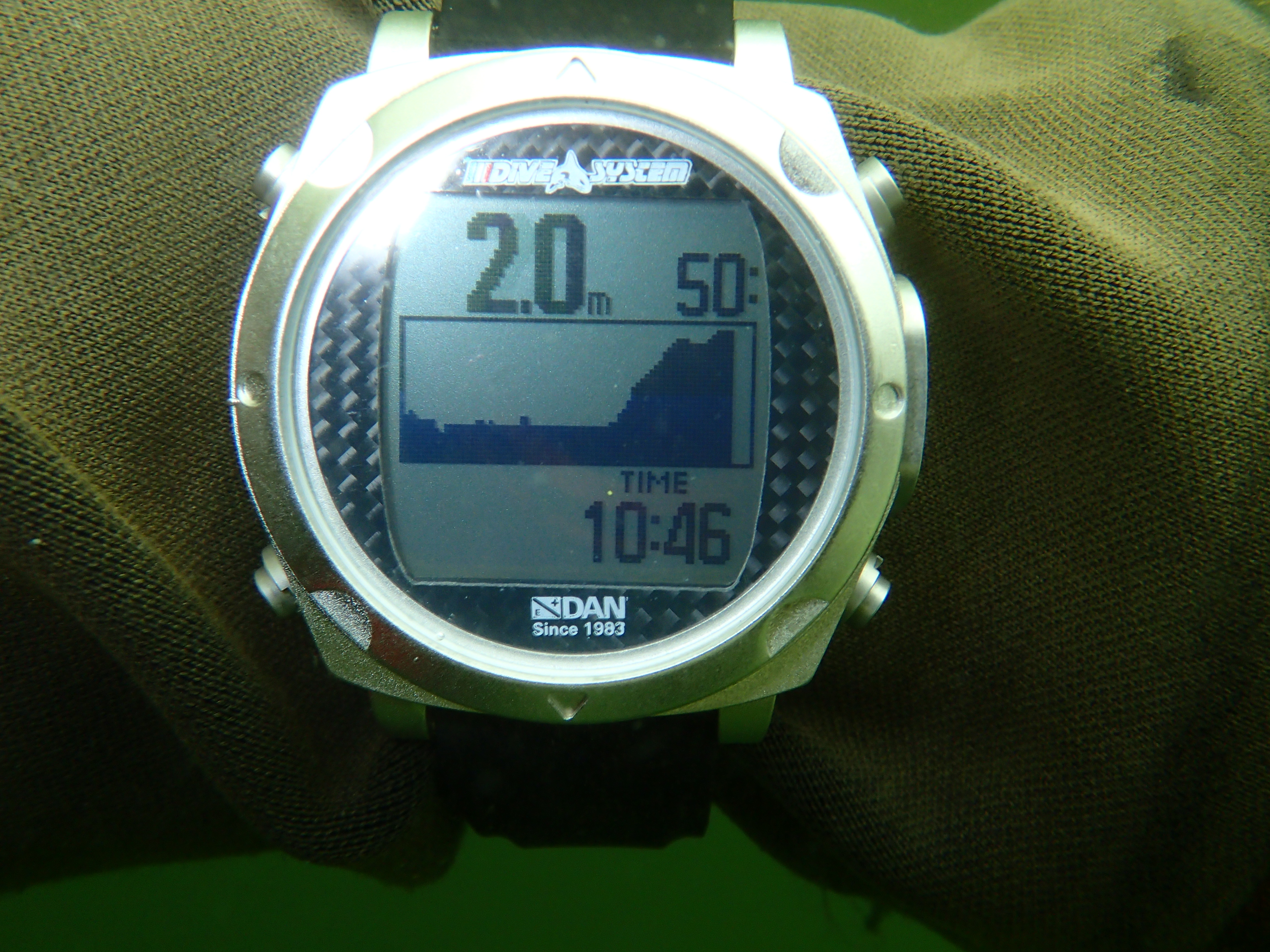
Ordenador de buceo marca Suunto, mostrando el perfil de una inmersión

Un ordenador de buceo, ordenador de descompresión personal o medidor de descompresión es un dispositivo utilizado por un buzo submarino para medir el tiempo y profundidad durante una inmersión y utilizar este dato para calcular y mostrar un perfil de ascenso qué según el algoritmo de descompresión programado, dará un riesgo bajo de enfermedad descompresiva.

## Características
La mayoría de ordenadores de buceo utilizan sensores de presión en tiempo real y un algoritmo de descompresión para indicar el tiempo restante del límite sin paradas de descompresión, y si este límite se excede, la descompresión requerida para ascender con un riesgo pequeño de enfermedad descompresiva. Varios algoritmos han sido utilizados, y se pueden usar varios factores de precaución personales. Algunos ordenadores de buceo permiten el cambio de gas de respiración durante la inmersión. Las alarmas audibles pueden configurarse para advertir el buzo cuándo supera el límite sin paradas de descompresión, la profundidad operativa máxima para la mezcla de gases, o la velocidad de ascenso recomendable.
La pantalla proporciona datos para permitir al buceador evitar la descompresión, para descomprimir relativamente sin incidentes, e incluye profundidad y duración de la inmersión. Varias funciones adicionales y pantallas pueden estar disponibles para interés y comodidad, como temperatura del agua y dirección de la brújula, y  puede ser posible descargar los datos de la inmersión a un ordenador personal vía cable o conexión inalámbrica.
Los ordenadores de buceo pueden ser de muñeca  o incorporados en una consola con el manómetro. Un ordenador de buceo está considerado por los buceadores recreativos y operadores de buceo como uno de los elementos más importantes de equipamiento de seguridad.